# José Manuel Aira
José Manuel Aira Lindoso (Ponferrada, 14 marzo 1976) è un allenatore di calcio ed ex calciatore spagnolo, di ruolo difensore.